# Aspidolea vicina
Aspidolea vicina är en skalbaggsart som beskrevs av Roger Paul Dechambre 1992. Aspidolea vicina ingår i släktet Aspidolea och familjen Dynastidae. Inga underarter finns listade.